# Lan vô trụ Vân Nam
Lan vô trụ Vân Nam (Danh pháp khoa học: Amitostigma yueanum) là một loài thực vật thuộc họ Lan. Đây là loài đặc hữu của Trung Quốc. Sinh sống tại Vân Nam, Tứ Xuyên. Trong tiếng Trung các loài thuộc chi này có tên gọi là vô trụ lan (无柱兰).